# 楚尔人
| 星际旅行中主要的种族与势力              |
| --------------------------------------- |
| 星際聯邦 · 人类 · 瓦肯人 · 安多利人     |
| 貝塔索人 · 波利安人 · 德诺布拉人        |
| 罗慕伦人 · 克林贡人 ·巴库人 · 索利安人  |
| 葛恩人 · 佛瑞吉人 · 博格人 · 卡松人     |
| 卡达西人 · 贝久人 · 楚尔人 · 希罗吉恩人 |
| 自治同盟 · 布林人 · 新地人 · 8472种族   |

楚尔人（英語：Trill）是《星际旅行》虚构宇宙中的类人种族，主要出現於《銀河飛龍》、《銀河前哨》及《重返地球》中。
楚尔人是星际联邦的一员，居住在楚尔星。
楚尔人除了身体两侧有豹纹状斑点，从额侧一直延伸到脚之外，外貌与人类并无差异。
楚尔人与楚尔星上另一非类人智慧种族“楚尔共生体”建立了共生的关系。小部分楚尔人的身体内居住着共生体，接受共生的楚尔人被称为“宿主”。当一名宿主死去时，共生体将会被转移到另一名适合该共生体的宿主体内。共生体保留着每一名曾经宿主的性格、知识和记忆。当共生体与一名新宿主结合时，共生体所承载的前任宿主的记忆将于新宿主的记忆融合，产生无论是性格还是经验都与原宿主和共生体大不相同的新个体。除了更多的知识外，共生体还能为楚尔人带来更强健的体格、更好的协调及平衡能力和更长的寿命，正因如此，想成为宿主的楚尔人必须先对社会作出杰出贡献，并通过一场严酷的候选人测试才能获取成为宿主的资格。
在电视剧《深空九号》中，该星站的科学官婕琪娅·戴克斯（英語：Jadzia Dax）是一名结合过的楚尔女性。其宿主名为婕琪娅，而共生体名为戴克斯。